# Jens Berthold (Schauspieler)
Jens Berthold (* 1964 in Ostberlin, damals DDR; † 1994 in Berlin) war ein deutscher Theaterschauspieler, der durch die Dokumentation  „So lange ich fliehen kann, da schütze ich mich“ bekannt wurde.
Jens Berthold wurde in Ostberlin geboren und lebte bis 1986 in der DDR. Dann erfolgte die Übersiedlung in die BRD. Dort wurde er festes Mitglied des Ensembles des Schauspielhauses Düsseldorf. 
1990 erhielt er den Förderpreis für Literatur der Landeshauptstadt Düsseldorf. Im selben Jahr drehte der Filmemacher Peter Kern die Dokumentation „So lange ich fliehen kann, da schütze ich mich“  über Berthold und sein Talent, sein Leben und seine Sexualität vermischt mit biographischen, fiktionalem und Interviews. 
Er litt an Aids, der Krankheit, an der er auch 1994 verstarb. 

## Theaterschauspiel
Er spielte in zahlreichen Stücken des Schauspielhauses Düsseldorf von Ende der 1980er bis zu seinem Tod. Zu den Regisseuren, unter denen er spielte, gehörten Frank Castorf und Werner Schroeter. 
Die Stücke waren, in denen er mitspielte, unter anderem Emilia Galotti von Lessing, Fremde in der Stadt von Jochen Berg, Maria Magdalena nach Hebbel oder Kabale und Liebe nach Friedrich Schiller.